# Eumysia
Eumysia é um gênero de mariposa pertencente à família Crambidae.